# Facta Universitatis. Series:Philosophy, Sociology, Psychology and History
Facta Universitats, Series: Philosophy, Sociology, Psychology and History је интернационални часопис са отвореним приступом. Издавач је Универзитет у Нишу.

## О часопису
Часопис је посвећен објављивању прегледних радова, оригиналних истраживања и приказа научне литературе. Радови се селектују кроз процес рецензије како би се обезбедила оригиналност, релевантност и потребан квалитет. У часопису се обајвљују радови из свих области филозофије, социологије, психологије и историје и сродних научних поља. Базиран на принципу подршке слободној и бесплатној размени знања на глобалном нивоу, часопис омогућава бесплатан приступ свим садржајима. Процес пријаве, рецензије и објављивања обавља се кроз ОЈС (Open Journal Sistem).

### Историјат
Први број часописа објављен је 1999. године под насловом Facta Universitatis. Series: III, Philosophy and Sociology. Од 2002. до 2007. излазио је под насловом Facta Universitatis. Series, Philosophy, Sociology and Psichology, а од 2008. под насловом Facta Universitats, Series: Philosophy, Sociology, Psychology and History. 
До 2010. године објављиван је један број годишње. Од 2011. до 2013. године излазе два броја, док се од 2014. прешло на три публикације у једној календарској години.

### Периодичност излажења
Часопис излази три пута годишње. Прва број излази у априлу, други у августу, и трећи у децембру.

## Уредник
- доц. др Драган Тодоровић, Филозофски факултет, Универзитет у Нишу (од 2014. године)

## Теме
У часопису се објављују радови из следећих области
- психологија
- социологија
- психологија
- историја
- друге сродне области наведених наука

## Електронски облик часописа
Електронски облик часописа, као и целокупна архива свих претходних бројева, доступни су на званичној веб страници часописа.

## Индексирање у базама података
EBSCO Information Services

## Часопис у библиотекама Србије
Подаци о доступности часописа у библиотекама Србије доступни су преко узајамног каталога Виртуелне библиотеке Србије  155246604